# SN 2009ad
SN 2009ad – supernowa typu Ia odkryta 13 lutego 2009 roku w galaktyce UGC 3236. W momencie odkrycia miała maksymalną jasność 16,70m.